# (385250) 2001 DH47
(385250) 2001 DH47 est un petit astéroïde troyen de Mars, en orbite près du point L5 du couple Soleil-Mars (60 degrés en arrière de Mars sur son orbite). Il fait partie de la famille d'Eurêka.